# Неделчо Недев
Капитан I ранг Неделчо Недев Недев е от най-подготвените наши морски офицери – завършил Кралската академия по търговия и мореплаване в Триест, Военното училище в София, учил в Сорбоната и електротехника в Париж.

## Биография
Роден е на 2 март 1875 г. в Шумен. През 1895 г. завършва Военното училище в София. Служи на парахода „Надежда“, а след това командир на миноносец. Бил е началник на неподвижна отбрана и на учебна част. Уволнява се на 28 август 1919 г.

## Военни звания
- Подпоручик (2 август 1895)
- Поручик (1900)
- Капитан (1904)
- Майор (14 юли 1913)
- Подполковник (5 октомври 1916)
- Полковник (1919)